# Culex bihamatus
Culex bihamatus är en tvåvingeart som beskrevs av Edwards 1926. Culex bihamatus ingår i släktet Culex och familjen stickmyggor. Inga underarter finns listade i Catalogue of Life.